# 豊橋南プラザ
豊橋南プラザ（とよはしみなみプラザ）は、愛知県豊橋市大清水町にある商業施設である。

## 概要
- 名称：豊橋南プラザ[要出典]
- 所在地：愛知県豊橋市大清水町字大清水3-125[要出典]
- 設置者（届出者）：株式会社カーマ 代表取締役 久田宗弘[要出典]

## 沿革
- 2006年（平成18年）
  - 2月：豊橋紡績工場跡地に複合商業施設として着工[要出典]
  - 11月：オープン[要出典]

## 入居店舗
- マックスバリュ豊橋南店[要出典]
  - 運営会社はマックスバリュ東海。[要出典]WAONでの商品購入はサービス開始後も不可能だった時期が続いたが、POSシステム更新により可能になった。[独自研究?]
- DCMカーマ21豊橋南店[要出典]
- ファッションセンターしまむら豊橋南プラザ店[要出典]
- スギ薬局豊橋南店[要出典]

## 交通アクセス
- 豊橋鉄道渥美線 大清水駅下車。[独自研究?]
- 豊鉄バスレイクタウン線「豊橋南プラザ」停留所下車。[独自研究?]